# Сан Ђорђо ин Саличи (Верона)
Сан Ђорђо ин Саличи је насеље у Италији у округу Верона, региону Венето.
Према процени из 2011. у насељу је живело 1396 становника. Насеље се налази на надморској висини од 142 м.